# ادمیلسون دیاز دی لوسینا
ادمیلسون دیاز دی لوسینا (به پرتغالی: Edmilson Dias de Lucena) مهاجم اهل برزیل است که در شهر Ermas و در تاریخ ۲۹ مهٔ ۱۹۶۸ به دنیا آمده‌است.
ادمیلسون دیاز دی لوسینا در تیم‌های فوتبال Matsubara سابقهٔ حضور دارد.